# Чарентон (Луїзіана)
Чарентон (англ. Charenton) — переписна місцевість (CDP) в США, в окрузі Сент-Мері штату Луїзіана. Населення — 1699 осіб (2020).

## Географія
Чарентон розташований за координатами 29°52′1″ пн. ш. 91°32′24″ зх. д. / 29.86694° пн. ш. 91.54000° зх. д. (29.867069, -91.539980).  За даними Бюро перепису населення США в 2010 році переписна місцевість мала площу 13,51 км², з яких 12,86 км² — суходіл та 0,65 км² — водойми.

## Демографія
Згідно з переписом 2010 року, у переписній місцевості мешкали 1903 особи в 725 домогосподарствах у складі 503 родин. Густота населення становила 141 особа/км².  Було 800 помешкань (59/км²).
Расовий склад населення:
| - 44,4 % — білих - 32,2 % — чорних або афроамериканців - 18,8 % — корінних американців - 0,1 % — вихідців з тихоокеанських островів |

До двох чи більше рас належало 4,0 %. Частка іспаномовних становила 1,0 % від усіх жителів.
За віковим діапазоном населення розподілялося таким чином: 25,8 % — особи молодші 18 років, 63,0 % — особи у віці 18—64 років, 11,2 % — особи у віці 65 років та старші. Медіана віку мешканця становила 38,3 року. На 100 осіб жіночої статі у переписній місцевості припадало 97,2 чоловіків;  на 100 жінок у віці від 18 років та старших — 100,3 чоловіків також старших 18 років.
Середній дохід на одне домашнє господарство  становив 45 177 доларів США (медіана — 33 889), а середній дохід на одну сім'ю — 56 528 доларів (медіана — 46 467). Медіана доходів становила 48 250 доларів для чоловіків та 26 757 доларів для жінок. За межею бідності перебувало 9,1 % осіб, у тому числі 13,2 % дітей у віці до 18 років та 13,9 % осіб у віці 65 років та старших.
Цивільне працевлаштоване населення становило 660 осіб. Основні галузі зайнятості: освіта, охорона здоров'я та соціальна допомога — 18,5 %, мистецтво, розваги та відпочинок — 15,9 %, публічна адміністрація — 15,2 %.